# Nationalliga A (1997/1998)
Nationalliga A (1997/1998) – 100. edycja najwyższej piłkarskiej klasy rozgrywkowej w  Szwajcarii. Rozpoczęły się 5 lipca 1997 roku, zakończyły się natomiast 24 maja 1998 roku. W rozgrywkach wzięło udział dwanaście drużyn. Mistrzowski tytuł wywalczyła drużyna Grasshoppers Zurych. Królem strzelców ligi został Shabani Nonda z FC Zürich, który zdobył 24 gole.

## Drużyny
| Uczestnicy poprzedniej edycji                                                                                 | Uczestnicy poprzedniej edycji | Uczestnicy poprzedniej edycji | Uczestnicy poprzedniej edycji |
| --- | ----------------------------- | ----------------------------- | ----------------------------- |
| SIO | FC Sion                       | 1                             |                               |
| NEU | Neuchâtel Xamax               | 2                             |                               |
| GRA | Grasshopper Club Zurych       | 3                             |                               |
| LAU | FC Lausanne-Sport             | 4                             |                               |
| AAR | FC Aarau                      | 5                             |                               |
| GAL | FC Sankt Gallen               | 6                             |                               |
| ZUR | FC Zürich                     | 7                             |                               |
| BAS | FC Basel                      | 8                             |                               |
| SER | Servette FC                   | 9                             |                               |
| LUZ | FC Luzern                     | 10                            |                               |
| Awans z Nationalligi B (1996/1997)                                                                            |                               |                               |                               |
| ETC | Étoile Carouge FC             | 1                             |                               |
| KRI | SC Kriens                     | 2                             |                               |
| Oznaczenia: - kolumna pierwsza – skróty nazw drużyn, - kolumna trzecia – miejsce zajęte w poprzednim sezonie. |                               |                               |                               |

Po poprzednim sezonie spadły: BSC Young Boys i FC Lugano.

## Sezon zasadniczy

### Tabela
| Lp. | Drużyna                 | M  | Z  | R | P  | Bramki | Bramki | Różn. | Pkt | Uwagi              |
| --- | ----------------------- | -- | -- | - | -- | ------ | ------ | ----- | --- | ------------------ |
| 1   | Grasshopper Club Zurych | 22 | 14 | 4 | 4  | 59     | 23     | +36   | 46  | Grupa mistrzowska  |
| 2   | FC Lausanne-Sport       | 22 | 12 | 6 | 4  | 45     | 27     | +18   | 42  | Grupa mistrzowska  |
| 3   | Servette FC             | 22 | 11 | 6 | 5  | 45     | 33     | +12   | 39  | Grupa mistrzowska  |
| 4   | FC Aarau                | 22 | 10 | 5 | 7  | 38     | 31     | +7    | 35  | Grupa mistrzowska  |
| 5   | FC Sankt Gallen         | 22 | 7  | 9 | 6  | 38     | 34     | +4    | 30  | Grupa mistrzowska  |
| 6   | FC Zürich               | 22 | 7  | 9 | 6  | 31     | 28     | +3    | 30  | Grupa mistrzowska  |
| 7   | FC Sion                 | 22 | 7  | 9 | 6  | 30     | 27     | +3    | 30  | Grupa mistrzowska  |
| 8   | FC Luzern               | 22 | 7  | 8 | 7  | 26     | 28     | −2    | 29  | Grupa mistrzowska  |
| 9   | Neuchâtel Xamax         | 22 | 7  | 5 | 10 | 37     | 39     | −2    | 26  | Grupa awans/spadek |
| 10  | SC Kriens               | 22 | 5  | 7 | 10 | 23     | 41     | −18   | 22  | Grupa awans/spadek |
| 11  | FC Basel                | 22 | 5  | 4 | 13 | 28     | 46     | −18   | 19  | Grupa awans/spadek |
| 12  | Étoile Carouge FC       | 22 | 1  | 6 | 15 | 20     | 63     | −43   | 9   | Grupa awans/spadek |

## Grupa mistrzowska
| Lp. | Drużyna                 | M  | Z  | R | P | Bramki | Bramki | Różn. | Pkt | Uwagi                                       |
| --- | ----------------------- | -- | -- | - | - | ------ | ------ | ----- | --- | ------------------------------------------- |
| 1   | Grasshopper Club Zurych | 14 | 11 | 1 | 2 | 39     | 16     | +23   | 57  | Liga Mistrzów UEFA • I runda kwalifikacyjna |
| 2   | Servette FC             | 14 | 5  | 6 | 3 | 18     | 15     | +3    | 41  | Puchar UEFA • II runda kwalifikacyjna       |
| 3   | FC Lausanne-Sport       | 14 | 5  | 4 | 5 | 17     | 17     | 0     | 40  | Puchar Zdobywców Pucharów • 1/32 finału     |
| 4   | FC Zürich               | 14 | 6  | 5 | 3 | 27     | 17     | +10   | 38  | Puchar UEFA • II runda kwalifikacyjna       |
| 5   | FC Sion                 | 14 | 6  | 4 | 4 | 23     | 21     | +2    | 37  |                                             |
| 6   | FC Sankt Gallen         | 14 | 4  | 5 | 5 | 12     | 17     | −5    | 32  |                                             |
| 7   | FC Aarau                | 14 | 1  | 4 | 9 | 13     | 27     | −14   | 25  |                                             |
| 8   | FC Luzern               | 14 | 1  | 5 | 8 | 10     | 29     | −19   | 23  |                                             |

## Grupa awans/spadek
| Lp. | Drużyna           | M  | Z | R | P | Bramki | Bramki | Różn. | Pkt | Uwagi |
| --- | ----------------- | -- | - | - | - | ------ | ------ | ----- | --- | ----- |
| 1   | Neuchâtel Xamax   | 14 | 7 | 5 | 2 | 35     | 22     | +13   | 26  |       |
| 2   | FC Lugano         | 14 | 6 | 5 | 3 | 15     | 12     | +3    | 23  |       |
| 3   | FC Basel          | 14 | 6 | 4 | 4 | 27     | 22     | +5    | 22  |       |
| 4   | BSC Young Boys    | 14 | 6 | 4 | 4 | 20     | 23     | −3    | 22  |       |
| 5   | FC Solothurn      | 14 | 6 | 3 | 5 | 17     | 15     | +2    | 21  |       |
| 6   | SC Kriens         | 14 | 4 | 4 | 6 | 19     | 25     | −6    | 16  |       |
| 7   | FC Baden          | 14 | 3 | 3 | 8 | 15     | 23     | −8    | 12  |       |
| 8   | Étoile Carouge FC | 14 | 3 | 2 | 9 | 13     | 19     | −6    | 11  |       |

## Najlepsi strzelcy
24 bramki
- Shabani Nonda (FC Zürich)

22 bramki
- Kubilay Türkyılmaz (Grasshopper Club Zurych)

18 bramek
- Blaise Nkufo (FC Lausanne-Sport)

17 bramek
- Viorel Moldovan (Grasshopper Club Zurych)
- Néstor Subiat (Grasshopper Club Zurych/FC Basel)